# Fritz Kühn

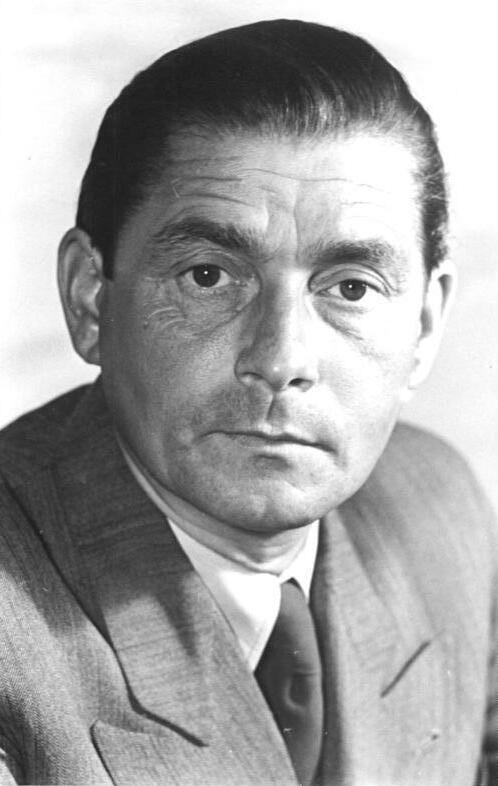
Fritz Kühn, 1953

Fritz Kühn (* 29. April 1910 in Mariendorf; † 31. Juli 1967 in Ost-Berlin) war ein deutscher Kunstschmied, Fotograf, Bildhauer und Schriftsteller.

## Leben

### Ausbildung und künstlerischer Werdegang

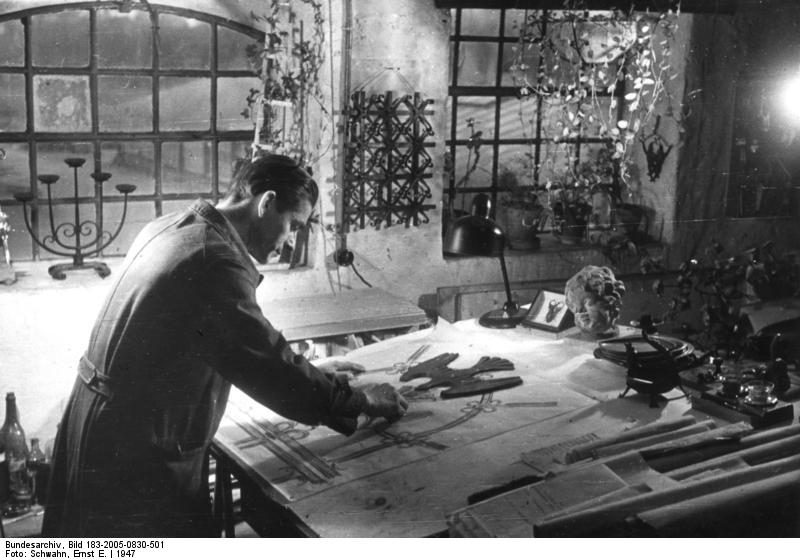
Fritz Kühn am Zeichentisch bei einem Entwurf zu einem Kirchenfenster, 1947

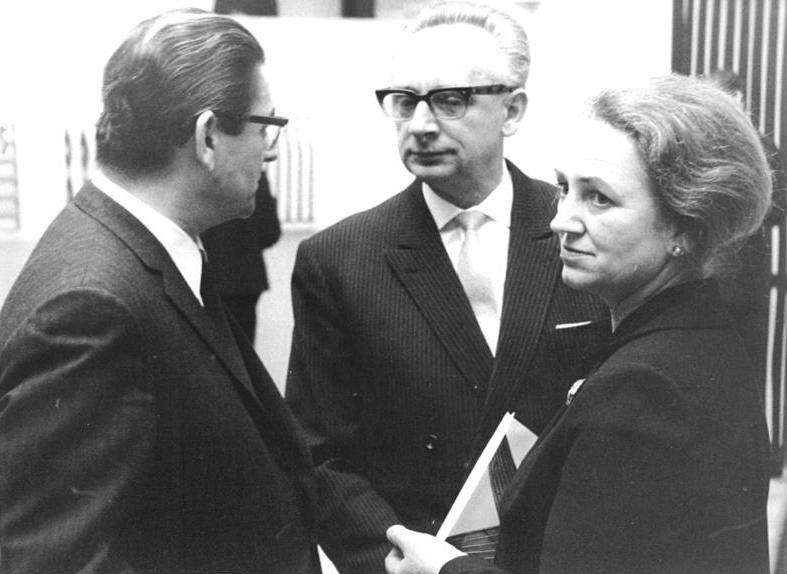
Fritz Kühn mit Ehefrau und dem Dortmunder Bürgermeister Dietrich Keuning, 1966

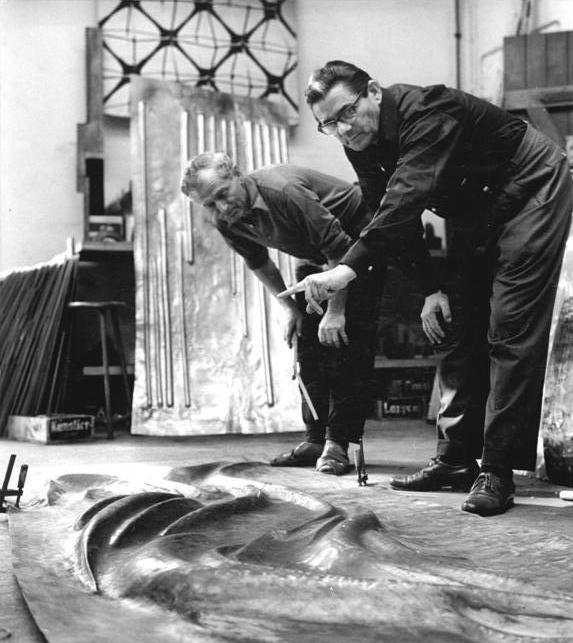
Fritz Kühn berät sich mit einem Kollegen über die Gestaltung des Eingangsportals für die Komische Oper Berlin, 1966

Er wurde als Sohn des Kunstschlossers und Schmiedes Artur Kühn geboren.
Nach seiner Schulausbildung absolvierte Fritz Kühn ab 1924 zunächst eine Lehre als Werkzeugmacher. Gleichzeitig begann er zu fotografieren. Sein Vater eröffnete im Juli 1925 in Berlin-Weißensee eine Schmiedewerkstatt, die Kunstschmiede Artur Kühn. Fritz Kühn lernte 1927 den Unternehmer Karl Schmidt kennen, der seine Selbstständigkeit förderte. 1937 legte Kühn die Meisterprüfung als Kunstschmied ab und eröffnete eine Atelier-Werkstatt in Berlin-Bohnsdorf (zur damaligen Zeit zu Berlin-Altglienicke gehörend) auf einem umgebauten Gutshof. Im gleichen Jahr heiratete er Gertrud Moldenhauer. 1938 erschien Kühns erstes von zwölf Kunst- und Fachbüchern Geschmiedetes Eisen im Wasmuth-Verlag. 1942 wurde sein Sohn Achim Kühn geboren. Aufgrund eines Herzfehlers wurde Kühn nicht zur Wehrmacht eingezogen.
Nach Ende des Zweiten Weltkrieges baute Fritz Kühn seine am 23. Dezember 1943 zerbombte Werkstatt in Bohnsdorf mit Hilfe seiner Gesellen wieder auf und kümmerte sich um Aufträge beim Wiederaufbau bedeutender Berliner Gebäude. So fertigte seine Werkstatt, in der er auch Lehrlinge ausbildete, beispielsweise neue Treppengeländer für das damalige Zeughaus, schmiedete Treppengeländer sowie Innen- und Außengeländer für die Staatsoper.
1947 veröffentlichte Fritz Kühn eine erste fotografische Arbeit, 10 Jahre Kunstschmiede Fritz Kühn, in der seine Verbundenheit zum Werkstoff Eisen zum Ausdruck kommt. Kühn gelang ein innovatives Oberflächen-Behandlungsverfahren für das geschmiedete Eisen, das Fachleute mit „dem Tachismus von Yves Klein oder der informellen Malerei von Emil Schumacher“ vergleichen.
Seine Kunstwerke fanden schnell internationale Anerkennung. Die DEFA drehte 1954 mit Fritz Kühn über sein Werk einen Film mit dem Titel Lebendiges Eisen im Atelier. Uraufführung war zu den Filmfestspielen in Montevideo/Uruguay. 1964 wurde er zum Professor an der Hochschule für bildende und angewandte Kunst ernannt. Die Lehrtätigkeit fand in der damaligen Monbijoupark-Dependance der Hochschule, im Institut für angewandte Kunst statt.
1958 erreichte er die notwendigen Genehmigungen zum Kauf seiner Atelier-Werkstatt und der nebenliegenden ehemaligen Koppel.
Unter Leitung von Fritz Kühn begannen 1964 Planungen zum Neubau des Instituts für Metallgestaltung neben der Atelier-Werkstatt in Berlin-Grünau (Architekt: Horst Welser). Das Institut sollte gleichermaßen Ausbildungsstätte (Gesellen- und Meisterausbildung) sein und ein Kurssystem beinhalten zur Vorbereitung und zum Studium eines neu entwickelten Hochschul-Fachbereichs Metallgestaltung – in enger Zusammenarbeit mit der Kunsthochschule Berlin-Weißensee.
Fritz Kühn war ein führender Vertreter der sakralen (kirchlichen) Baukunst in der DDR. Seine bedeutendste Leistung auf diesem Gebiet waren das 1958 für die wieder errichtete katholische Bischofskirche St. Hedwig gefertigte drei Meter hohe Kuppelkreuz sowie eine transparente Brüstung aus Bronze und Kristallglas um die zentrale Bodenöffnung im Innenraum.
Kühn war Mitglied des Verbands Bildender Künstler der DDR. Er hatte in der Zeit der DDR eine bedeutende Zahl von Einzelausstellungen und Ausstellungsbeteiligungen im In- und Ausland, u. a. 1958 und 1962/1963 an der Vierten und Fünften Deutschen Kunstausstellung in Dresden.
Nach seinem plötzlichen Tod verstarb kurz darauf am 16. Oktober 1967 seine Ehefrau Gertrud. Die letzte Ruhe fanden die Eheleute Kühn in einem Ehrengrab der Stadt Berlin auf dem Waldfriedhof Grünau im Feld S.
Seitdem führt sein Sohn Achim Kühn die Atelier-Werkstatt erfolgreich weiter.

### Reflexion und der künstlerische Nachlass

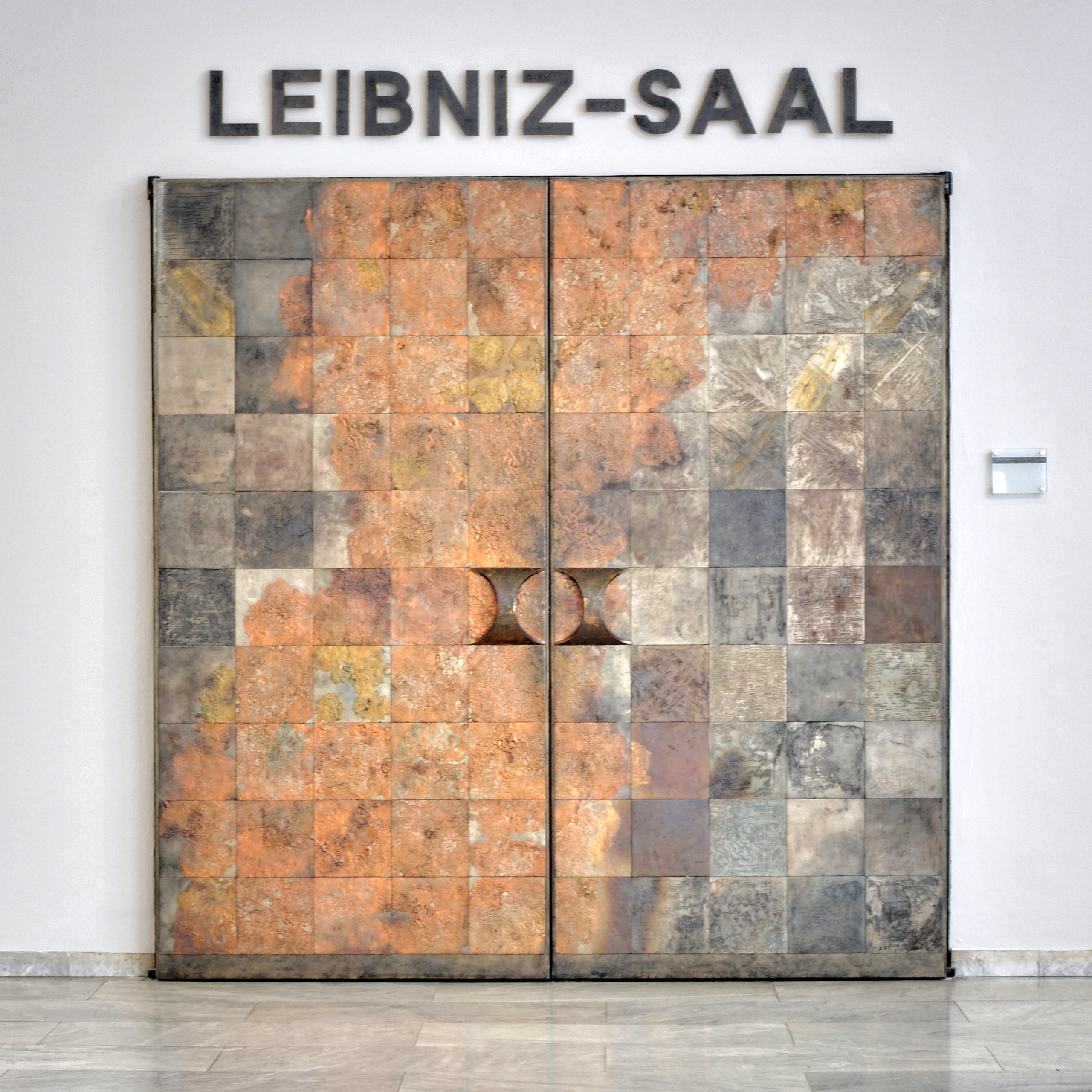
Eingangsportal im Landtag Niedersachsen; Tafeln im Schmiedefeuer mit Messing und Kupfer beschmolzen, geätzt und lasiert. Aufnahme von 2013

Im Jahr 2010 erschien zum 100. Geburtstag von Fritz Kühn die Publikation Die kleinen Dinge bauen die Welt mit ausgewählten Zitaten und Briefen des Künstlers und anderer Persönlichkeiten, die ihre Erinnerungen an den Künstler schildern. Hierin bezeichnet der Landeskonservator Jörg Haspel Fritz Kühn als „einen der bedeutendsten Berliner Metallbildhauer des 20. Jahrhunderts überhaupt und eine der faszinierendsten Künstlerpersönlichkeiten der deutsch-deutschen Nachkriegsgeschichte.“ Im Weiteren spricht er sich nachdrücklich für die Sicherung des gesamten künstlerischen Nachlasses der Kunst der Metallgestaltung von Fritz Kühn aus, das für die Architektur- und Kunstgeschichte Berlins ein einmaliges Quellenmaterial bieten kann. Die Maßstäbe, die zur kunsthistorischen Bewertung des fotografischen Werkes von Fritz Kühn durch die Berlinische Galerie geführt haben, „sollten für den Metallkünstler und Kunstschmied Fritz Kühn erst recht Anwendung finden.“

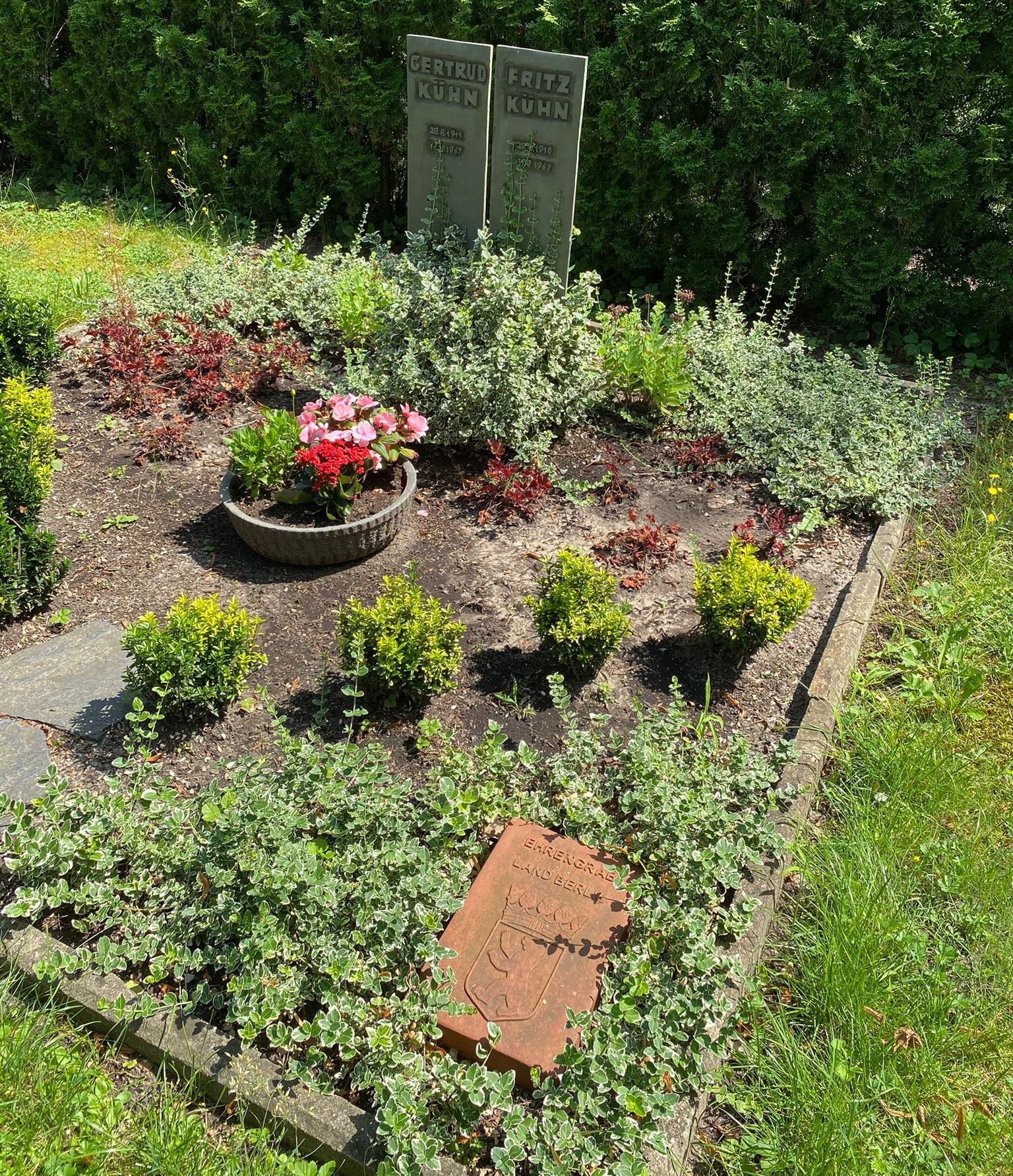
Grabstätte auf dem Waldfriedhof Grünau

Am 20. Januar 2014 lehnte der Kulturausschuss Berlins Anträge der Linken und Grünen zur Sicherung des künstlerischen Nachlasses ab, über das zum „Nationalen Kulturgut“ erklärte Werk Fritz Kühns zu beraten, um eine Lösung zu finden. Eine Berliner Tageszeitung hatte noch im Januar 2014 gemahnt: 

„Der Brunnen auf dem Strausberger Platz, das A-Portal der Stadtbibliothek – die Werke des großen Metallkünstlers Fritz Kühn schmücken Berlin. Doch sein Nachlass ist bedroht. Soll sein Skulpturengarten auf dem Schrottplatz enden?“

Wolfgang Thierse zählt „Fritz Kühn […] zweifellos zu den bedeutendsten Berliner Metallbildhauern und Künstlerpersönlichkeiten des 20. Jahrhunderts. […] gerade die Stadt Berlin [hat] eine besondere Verpflichtung, das Werk Fritz Kühns zu bewahren und der Öffentlichkeit zugänglich zu machen.“
Wegen offener Eigentumsprobleme und der ungelösten Finanzierung des Skulpturengartens wurde zum 17. Februar 2014 eine Zwangsräumung angekündigt, was ein breites Medienecho auslöste. Seit Februar 2014 führt die Fritz-Kühn-Gesellschaft Gespräche mit dem Leibniz-Institut für Raumbezogene Sozialforschung (IRS) in Erkner bei Berlin über die Übernahme eines Teils des Nachlasses. Gegenstand der Gespräche ist der Papiernachlass von Fritz Kühn, der die Zeichnungen, schriftlichen Unterlagen und Fotos umfasst.
Wie der Kunstwissenschaftler Peter Michel feststellt, gingen insgesamt 56 Werke oder Werkgruppen aus Fritz Kühns Schaffen und dem seines Sohnes Achim Kühn durch nach 1990 erfolgte städtebauliche Veränderungen in Berlin, Leipzig, Frankfurt (Oder) und an anderen Orten verloren.

### Bedeutung und Nachwirkung
Mit seiner modernen und zugleich unangepassten Einstellung zur Metallgestaltung als experimenteller Universalist der Nachkriegsmoderne wurde Fritz Kühn schnell international bekannt. Seine Werke – Skulpturen, Metallplastiken und angewandte Kunst – sind u. a. in 50 Städten der alten Bundesrepublik in Kirchen, Museen und Plätzen zu sehen. Aus seinem unmittelbaren Werkstatt-Atelier in Berlin-Bohnsdorf gingen neben seinem Sohn Achim Kühn auch Rüdiger Roehl, Christian Roehl, Alfred Habermann und Peter Pechmann hervor.
Seit 2010 führt der Enkel Tobias Kühn – Diplom-Designer – die Familientradition fort. Enkelin und Künstlerin Coco Kühn
war sowohl Mitinitiatorin der Ausstellung White Cube im Palast der Republik, 2005, als auch der Temporären Kunsthalle Berlin auf dem Schloßplatz 2008–2010.

## Ehrungen
- 1952 1. Preis beim Plakat-Wettbewerb zur Kunstausstellung Eisen und Stahl, Düsseldorf, später als Frontcover auf seinem Buch Eisen und Stahl – Werkstattbuch der Schmiedekunst veröffentlicht
- 1955 Goldmedaille auf der 7. Deutschen Handwerksmesse München
- 1956 Goldene Ehrennadel der Handwerkskammer Groß-Berlin
- 1963 1. Preis im Wettbewerb für die Fassadengestaltung eines Hotelneubaus in der Altstadt von Hildesheim, realisiert
- 1968 Architekturpreis (Kunst-am-Bau-Projekt, Botschaft in Budapest) (postum; folgend alle)
- 1969 Architekturpreis (Fassade Warenhaus Suhl/Thüringen)
- 1969 Gedenkausstellung im Louvre, Paris
- 1970 Max-Reger-Preis (Architektur-Kunst-Ensemble Kaufhaus Suhl, gemeinsam mit den Architekten Hans Fleischhauer und Luther)
- 1977 Ehrenpreis auf der Exempla, München
- 1986 Ehrenpreis auf dem 1. Weltkongress der Kunstschmiede in Aachen[17]
- 1989 Ausstellung Metallkunst aus der DDR, Berliner Kongresshalle, vom 20. April–21. Mai 1989[18]

## WerkeKunst am Bau,SkulpturenundPlastiken
(Auswahl von 220 realisierten Arbeiten)

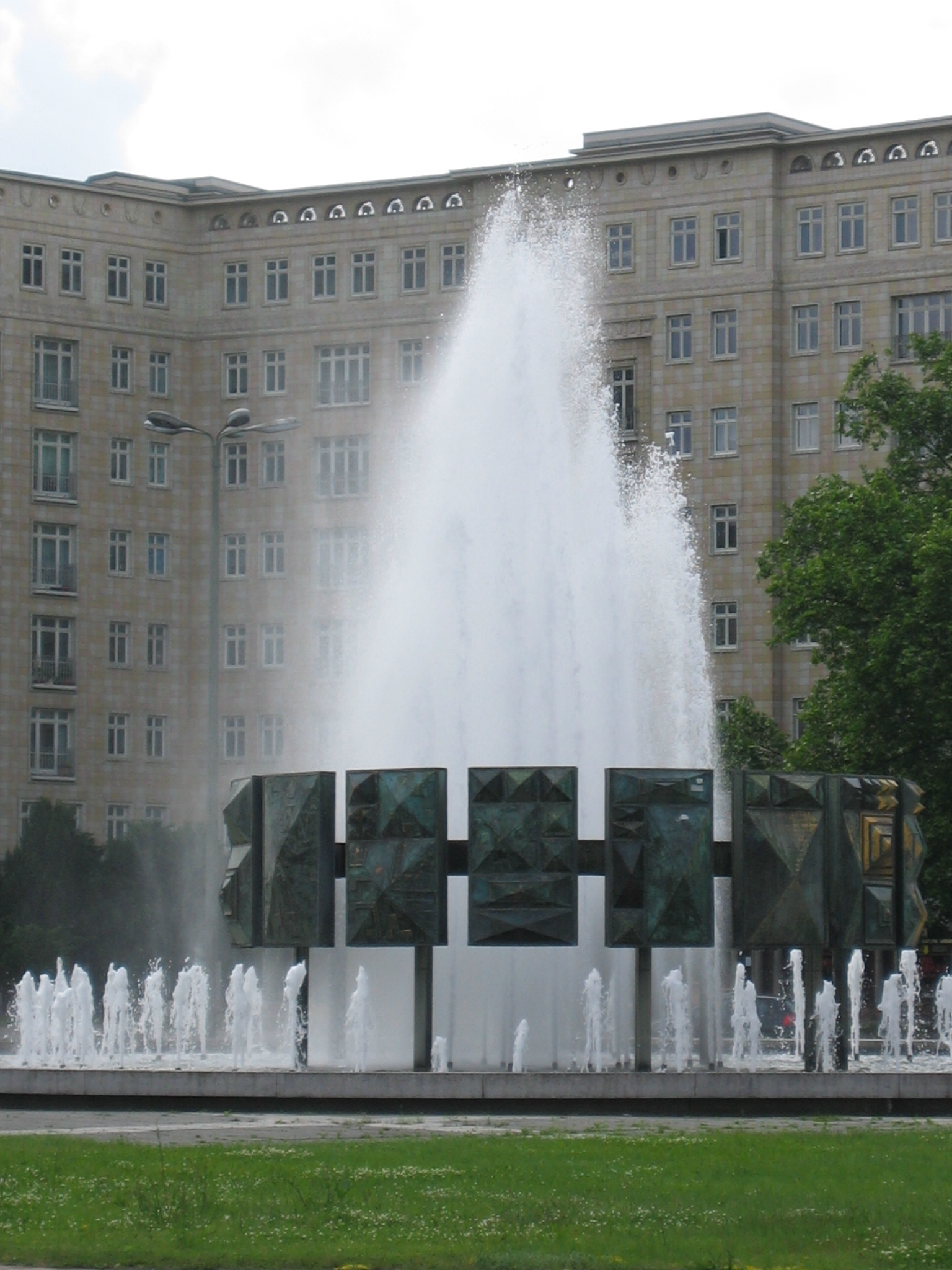
Brunnen Schwebender Ring am Strausberger Platz, Foto: 2006

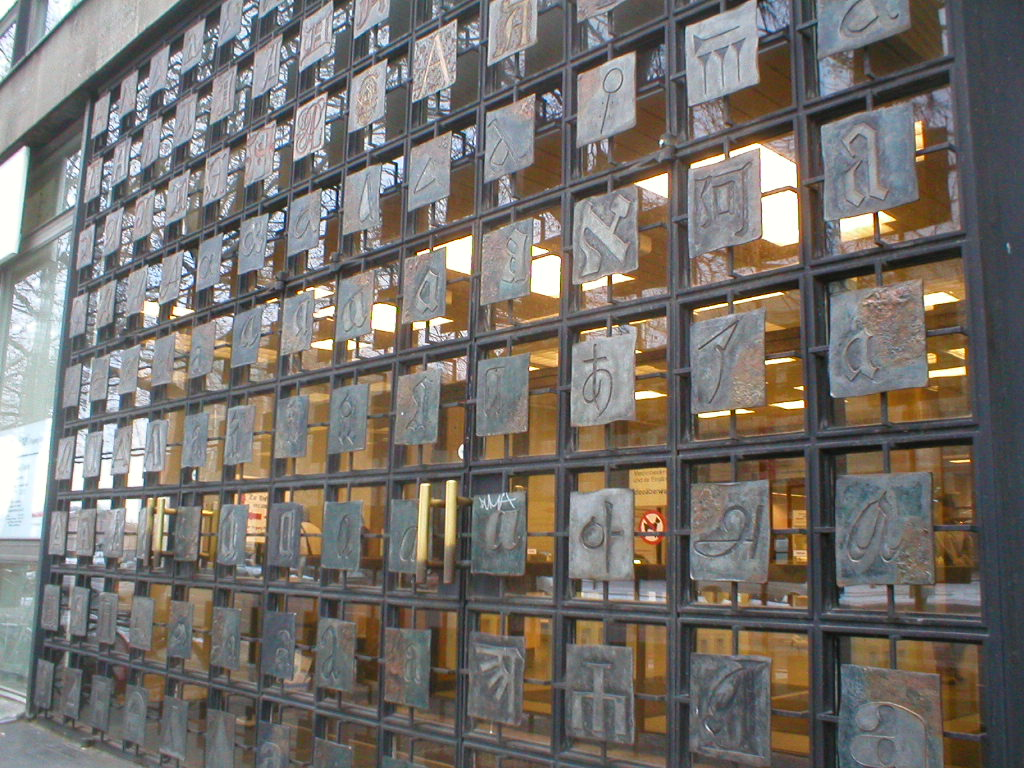
A-Portal der Berliner Stadtbibliothek, Foto: 2005

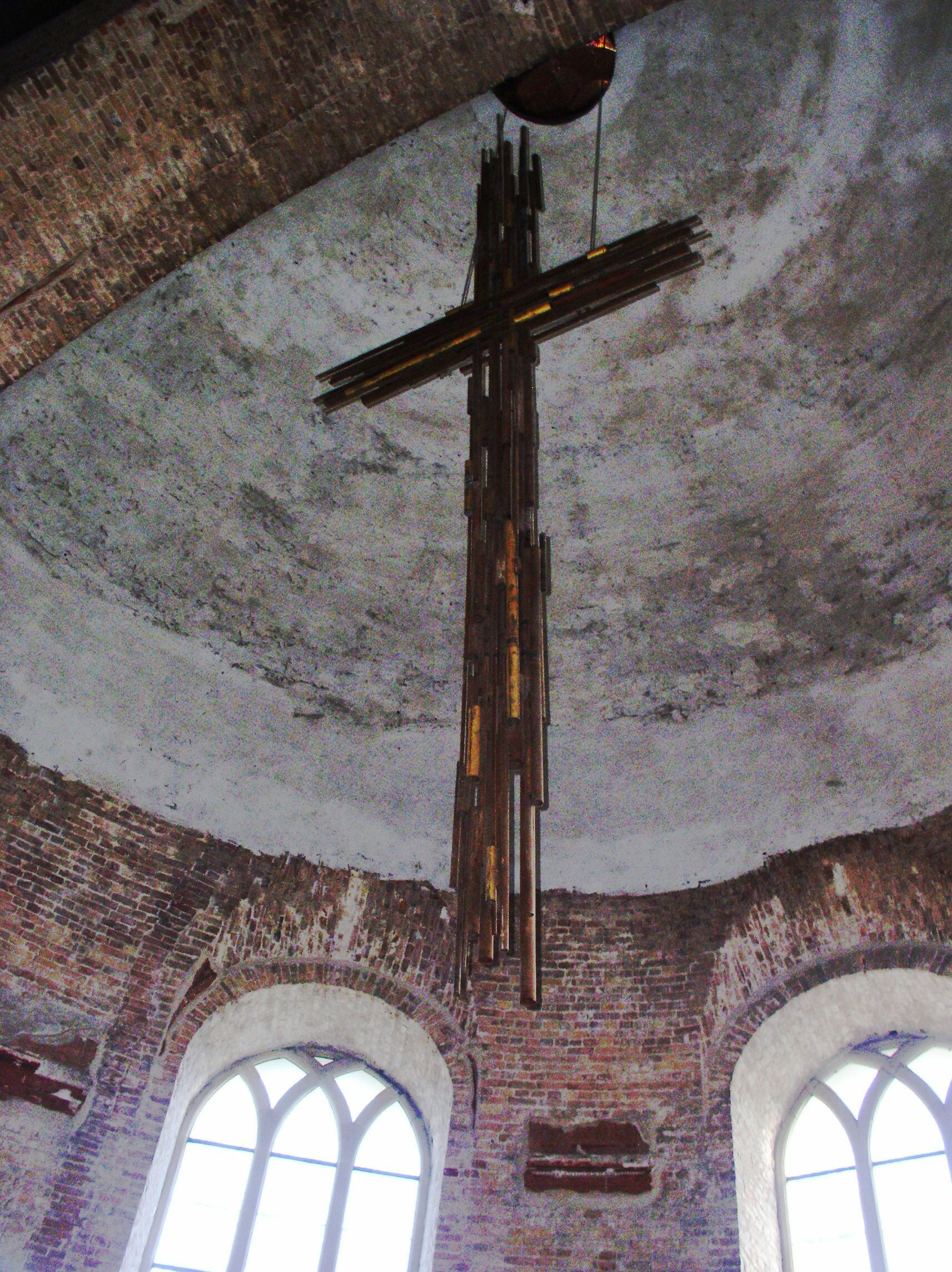
Eisernes Hängekreuz im Innenraum der Berliner Parochialkirche, gesch. 1961, Höhe: 11 Meter, Foto: 2005

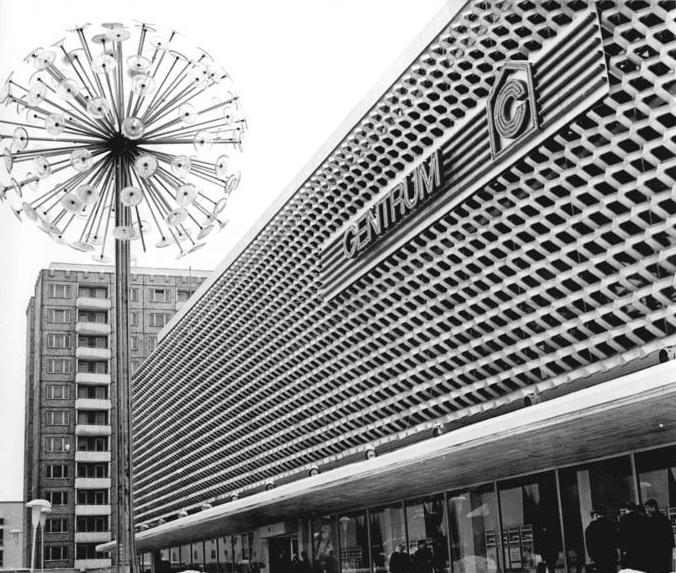
Fassade des Centrum Warenhauses in Suhl, November 1999

- 1951: Innen- und Außengestaltung in Kunstschmiedetechnik am Hochhaus an der Weberwiese
- 1952–1954: geschmiedete Leuchter und Treppengitter für das Berliner Zeughaus. Je Leuchter: Höhe mit Aufhängung 3 Meter, Durchmesser 1,70 Meter, Gewicht ca. 200 kg.[20]
- 1955: Wandplastik am Deutschen Theater Berlin (DT) (DT-Logo mit Inschrift)
- 1958: Siemens-Gedenkwand in Berlin-Siemensstadt nach Entwurf von Bernhard Heiliger
- 1958: raumgreifende, geschmiedete Gitterskulptur zur Weltausstellung in Brüssel in dem von Egon Eiermann und Sep Ruf gestalteten bundesdeutschen Pavillon.[2][21] Eine Röntgenaufnahme des menschlichen Brustkorbs inspirierte Kühn zu dieser Arbeit. Sie befindet sich im 21. Jahrhundert im Stadtpark von Lindau am Bodensee.
- 1958: Bekrönung für den Glockenturm der Gedenkstätte Buchenwald
- 1960: Leuchter für den Flügelaltar von Charles Crodel in der Kreuzkirche (Bernterode)
- 1961: Altarkreuz und Leuchter der Gethsemanekirche[22]
- 1961: ca. 11 Meter hohes Hängekreuz in der Ruine der barocken Berliner Parochialkirche
- 1963: Eiserner Vorhang und großzügige, geätzte Raumtrennwand im Foyer des Opernhauses Dortmund[23][24]
- 1964: Kuppelkreuz (Höhe: 3 Meter), Brüstungsgitter und Standleuchter der Sankt-Hedwigs-Kathedrale in Berlin
- 1964: Fischbrunnen in Magdeburg
- 1964: Brunnen Wasserharfe in Dessau
- 1965: A-Portal der Berliner Stadtbibliothek, 4 × 6 Meter, Buchstabe „A“ in 117 Varianten in neun Reihen übereinander, geschmiedet, z. T. vergoldet und lasiert
- 1965: Brunnen aus Edelstahl im Innenhof des Café Moskau, 2,50 Meter hoch
- 1965: Wandgestaltung im alten Ratssaal des Hagener Rathauses, 5,60 × 22,40 Meter (eingelagert)
- 1966: Kupferverkleidung in Treibtechnik an der Glasaußenfassade und den drei Eingangstüren für die Komische Oper Berlin, à 2,50 × 2 Meter[25]
- 1966: Wandrelief Lindenblätterwald an der ehemaligen Polnischen Botschaft, Unter den Linden 72–74, Aluminiumelemente, geätzt, 3,70 × 10,50 Meter
- 1967: gestalteter Ausstellungsstand zur Expo 67 in Montreal[26]
- 1967: Schwebender Ring des Brunnens auf dem Strausberger Platz, Höhe 5 Meter, bestehend aus getriebenen, teilvergoldeten Kupferplatten in Diamantquaderung und 43 Wasserfontänen. Die Mittelfontäne ist 18 Meter hoch.
- 1967: Strukturfassade aus Aluminium für das Centrum Warenhaus in Suhl (Entwurf)[27]
 Im Oktober 2006 erfolgten der Abriss der Fassade und Umbau des Gebäudes zu einem Einkaufszentrum. Einige Fassadenelemente waren als Exponat für ein Museum vorgesehen, wurden jedoch während der Bauarbeiten aus dem Lagerraum gestohlen.[28]

## Buch-Veröffentlichungen (Auswahl)

### Fotografie
- Sehen und Gestalten – Natur und Menschenwerk. E. A. Seemann, Leipzig 1951.
- Aus meiner Gräsermappe. Anregungen und Gedanken eines Kunsthandwerkers. E. A. Seemann, Leipzig 1953.
- Licht – Land – Wasser. Erlebnisse auf einer Insel. Verlag der Nation, Berlin 1958.
- Kompositionen in Schwarz und Weiß. Bekenntnisse in Bildern. Bruckmann, München 1959.
- Stufen. Henschelverlag Berlin, 1964
- Gottes harte Herrlichkeit. Evangelische Verlagsanstalt, Berlin 1964.

### Metallgestaltung
- Geschmiedetes Eisen. 1941, 15. Aufl. Wasmuth, Tübingen, ISBN 3-8030-5016-2.
- Geschmiedetes Gerät. 1954, 4. Aufl. Wasmuth, Tübingen, ISBN 3-8030-5017-0.
- Stahlgestaltung – Entwurfslehre des Kunstschmiedens. 1959, 4. Aufl. Wasmuth, Tübingen, ISBN 3-8030-5018-9.
- Schmiedeeisen – Vom Werden eines Handwerks, Einführung und Erläuterungen von Professor Fritz Kühn, in: Die Schatzkammer – Band 21, Prisma-Verlag Zenner und Gürchott, Leipzig 1967, Lizenz Nr. 359/425/11/71
- Eisen und Stahl – Werkstattbuch der Schmiedekunst. Augustus-Verlag, Augsburg 1989. ISBN 3-8043-2715-X.
- Sabine Schulte: Kreis, Kreuz und Kosmos, Hans Schwipperts Innenraum für die Berliner Hedwigskathedrale, Berlin 2016, ISBN 978-3-941675-83-4

## Würdigungen
- 1954 erhielt Fritz Kühn den Nationalpreis der DDR 3. Klasse, für seine gestalterische Tätigkeit im Bereich Kunst am Bau der Nachkriegsarchitektur in Berlin und weiteren Städten.
- 1958 und 1967 war er mit Werken an den Weltausstellungen in Brüssel und Montreal beteiligt.
- 1964 ernannte das Ministerium für Kultur der DDR Fritz Kühn zum Professor.
- 1969 wurde ihm nach seinem Tode eine Gedenkausstellung in den Museen des Louvre gewidmet.
- 1983 erklärte die DDR-Regierung das Lebenswerk von Fritz Kühn zum nationalen Kulturgut – eine Entscheidung, die durch den Einigungsvertrag übernommen wurde.
- 1995 erklärte der Berliner Senat postum das Grab von Fritz Kühn zum Ehrengrab.
- 1996/97 bewertete die Berlinische Galerie das fotografische Werk von Fritz Kühn als kunsthistorisch bedeutsam.
- 1998 erschien die Monografie FRITZ KÜHN – Das photographische Werk 1931 bis 1967 im Nicolai-Verlag Berlin, Herausgeber: Museum Berlinische Galerie.
- 1999 wurde in Berlin-Bohnsdorf unweit des bestehenden Ateliers eine Straße in Fritz-Kühn-Straße benannt.
- 2003 gründete sich die Fritz-Kühn-Gesellschaft e. V., die den umfangreichen Nachlass des universellen Künstlers für eine dauerhafte Präsentation in einem zu bauenden Museum auf dem Gelände der Atelier-Werkstatt aufbereiten wollte. Finanzierungs-Probleme verhinderten die Umsetzung. Kleine Erfolge wie die Veranstaltung eines Sonderkonzerts, deren Eintrittsgelder für den Museumsbau gespendet wurden, oder die Zusage des zuständigen Bezirksamts Treptow-Köpenick, einen Kulturwissenschaftler und einen Haustechniker zur Aufbereitung des Nachlasses einzusetzen[29], waren zu verzeichnen. Zwei studentische Diplomarbeiten – eine aus der Hochschule Zwickau im Jahr 2006[30] und eine Arbeit der Fachhochschule Berlin, Fachbereich Architektur, 2008 – lieferten erste Gebäudeentwürfe für das Museum. Doch nach den Entwicklungen im Februar 2014 muss die Fritz-Kühn-Gesellschaft nun nach neuen Wegen suchen.
- 2008 wurde die ehemalige Linden-Oberschule in Berlin-Bohnsdorf in Fritz-Kühn-Schule benannt.[31]
- 2009 Symposium Hommage an Fritz Kühn im Technischen Museum Tobiashammer, Ohrdruf/Thüringen mit Kunstschmieden aus drei Kontinenten
- Im Mai 2010 eröffnete in der Galerie Alte Schule Adlershof (Dörpfeldstraße 56) eine Ausstellung ausgewählter Werke von Fritz Kühn zum 100. Geburtstag.[2]
- Im Sommer 2017 zeigte die Hegenbarth Sammlung Berlin eine Kabinettpräsentation Vision der Freiheit: Hans Schwipperts Gesamtkunstwerk für die Berliner Hedwigskathedrale, in der auch Werke von Fritz Kühn gezeigt wurden.[32]